# Монтес, Оскар Антонио
Оскар Антонио Монтес (исп. Oscar Antonio Montes; 17 марта 1924, Буэнос-Айрес, Аргентина — 21 сентября 2012, там же) — аргентинский военный и государственный деятель, министр иностранных дел Аргентины (1977—1978).

## Биография
Являлся офицером аргентинских ВМС, получил звание вице-адмирала. Занимал ряд ответственных должностей во время правления военной диктатуры (1976—1983):
- 1976—1977 гг. — начальник секретной тюрьмы, размещавшейся в Технической школе военно-морского флота (ESMA),
- 1977—1978 гг. — министр иностранных дел Аргентины.

В 2003 году в ходе расследования преступлений, совершённых в ESMA был помещён под домашний арест. 26 октября 2011 г. в ходе нового судебного разбирательства был приговорен к пожизненному заключению за преступления против человечности.